# Toronto Sun
Le Toronto Sun est un quotidien canadien de langue anglaise publié à Toronto (Ontario). Il est écrit en format tabloïd et est célèbre pour la photo quotidienne d'une Sunshine Girl et pour ses positions éditoriales populistes et conservatrices.
C'est une filiale du groupe canadien Postmedia Network qui publie également le National Post.
Son principal actionnaire est le fonds américain Chatham Asset Management.

## Histoire
Le Sun fut d'abord publié le 1er novembre 1971, le lundi suivant la disparition du Toronto Telegram, un journal conservateur grand format. Puisqu'il n'y eut aucun vide de publication entre les deux journaux et que beaucoup de journalistes et employés furent embauchés par le nouveau journal, on considère généralement aujourd'hui que le Sun est en continuité directe avec le Telegram, et le Sun possède les archives du Telegram.
Le Toronto Sun prend pour modèle le journalisme des tabloïds britanniques, allant jusqu'à emprunter le nom du journal londonien The Sun', ainsi que certains de ses caractéristiques, comme la Sunshine Girl, qui est sur la même page que dans le journal britannique. (Le journal torontois n'a toutefois jamais eu de Sunshine Girl torse nu, contrairement à son homologue britannique.)
En date de 2003, le Sun aurait un tirage quotidien de 200 000 exemplaires du lundi au samedi et de 400 000 le dimanche[réf. nécessaire].
Le Sun appartenait à Sun Media, une filiale de Québecor jusqu'au rachat de Sun Media par Postmedia Network, propriétaire actuel du journal.
Le premier rédacteur en chef du Toronto Sun fut Peter Worthington, qui est toujours chroniqueur au journal. Barbara Amiel lui succéda, à laquelle succéda à son tour John Downing.